# Quaestor
Quaestor (případně kvestor) byl římský úředník (magistratus) ustavovaný v nejstarších dobách konzulem k vyšetřování a stíhání hrdelních zločinů.

## Quaestor v antickém Římě
Existence quaestorů je ovšem prokázána již v římském království. S postupem času se míra kompetencí quaestorů rozšiřovala o další funkce, pročež vedle činnosti vyšetřujícího soudce byli pověřeni správou státní kasy (aerarium), vymáháním daní a pachtu a opatrováním státního archivu. Někdy ve čtyřicátých letech 5. století př. n. l. se quaestura stala každoročně voleným úřadem, jenž představoval jeden z prvních stupňů kariéry politika v římské republice (cursus honorum). Jelikož však quaestor náležel k nižším magistraturám, nedisponoval imperiem, nýbrž pouze nižším typem moci nazývaným potestas. Quaestor nebyl chráněn žádným liktorem, směl však nosit tógu s purpurovým pruhem.
Původně byli pouze dva quaestoři, nicméně po roce 421 př. n. l. se jejich počet zdvojnásobil na čtyři. Dva noví quaestoři (quaestores consuli) doprovázeli konzuly během tažení, přičemž dohlíželi na vojenskou pokladnu, zásobování a rozdílení výnosů z kořisti. Okolo roku 267 př. n. l. byl počet quaestorů opět zdvojnásoben v důsledku výstavby flotily. Čtyři quaestores classici („námořní“) měli nejprve na starosti záležitosti související s údržbou loďstva, avšak v pozdějších desetiletích se jejich polem působnosti staly provincie, v nichž fungovali jako zástupci místodržitelů. Během Sullových reforem byl v roce 81 př. n. l. stanoven minimální věk pro ucházení se o quaesturu na 30 let pro patricije a 32 let pro plebeje. Současně byl zvýšen počet quaestorů na 20, jenž se za Julia Caesara ještě zdvojnásobil na 40. Toto veliké číslo později Augustus snížil zpět na 20 a stejně tak potřebný věk poklesl na 25. Quaestoři byli voleni tributním shromážděním (comitia tributa), přičemž od dob Sully znamenalo zastávání tohoto úřadu automatické přijetí do senátu. Do Říma přidělení quaestores urbani (zvaní také quaestores aerarii Saturni) zajišťovali řádný výběr daní a dohlíželi na placení pokut. Do jejich pravomoci spadalo rovněž provádění konfiskací a veřejných dražeb, dále obstarávali vyplácení legionářů a ze státní kasy financovali výstavbu veřejných budov. Úřední listiny a dokumenty cenzorů a všech ostatních magistrátů jim byly spolu s přijatými zákony předávány do úschovy. Také směli jmenovat triumviri, jejichž úkolem byla ražba mincí. Mimo Itálii vyslaní quaestoři pečovali o řádné hospodaření provinční správy. Kromě toho spravovali válečnou kasu a platby, které obdrželi od svých kolegů z Říma, vedli podrobné soupisy o všech příjmech a výdajích a řešili obchodní spory. Příležitostně museli přebírat úkoly svěřené propraetorům a vystupovali tedy jako quaestores pro praetore.
Za císařství se vymezení kompetencí quaestorů zásadně změnilo, neboť vedení státní kasy bylo převzato praetory a prefekty. Po nastolení principátu byly proto quaestorům přidělovány tyto úkoly: dva quaestores principi (quaestores Augusti) působili jako osobní tajemníci císaře, dva quaestores urbani spravovali archiv a čtyři quaestores consuli byli nápomocní konzulům. Zbylých dvanáct quaestores pro praetore doprovázelo místodržitele do provincií. V době pozdní antiky zavedl zřejmě Konstantin Veliký úřad quaestor sacri palatii. Jednalo se o jakéhosi císařského ministra pro oblast práva, který však kromě jména neměl s republikánskými quaestory nic společného.

## Užití a význam termínu v současnosti
V současnosti se kvesturou označují finanční oddělení univerzit a jejich představený se nazývá kvestor. Jedná se o ekonomického a finančního zástupce rektora příslušné univerzity. Kvestoři jsou voleni rovněž v Evropském parlamentu, kde jako příslušníci předsednictva vykonávají poradní funkci a provádějí správní a finanční úkoly v souladu s předsednictvem vydanými směrnicemi. V Itálii je pojmem questura označován úřad policejního prezidia.